# テントみんなの広場
テントnみんなの広場（テントにせん みんなのひろば）は2000年のNHK放送開始75周年事業の一環として、1999年12月31日にオープンしたNHKの公開スタジオ。nには数字の西暦が入る。

## 概要
NHK放送センター（渋谷区神南）の駐車場の一角をテント式の特設オープンスタジオに改造し、『公園通りで会いましょう』『爆笑オンエアバトル』『みんなの広場だ!わんパーク』『Club SUNSET』などの多くの客を招いてのライブ形式の公開番組を放送した。
NHKホールのような広さはないが、渋谷のNHK施設ではそれに次ぐ最多の観客収容設備を持っていた（200人程度が収容可能）。観覧窓からステージまでの距離も近く、音響面も考慮された設備を有し、特に『みんなの広場だ!わんパーク』で重宝された。
2000年12月1日のBSデジタル放送開始の記念式典もここで行われた。
「テント」と称されるように、あくまで仮設の建物であったため、消防法により数年で撤去しなければならず、2004年に解体が始まった。ただし、布製のテントではない
2004年3月22日にほぼ同敷地に恒久施設としてみんなの広場ふれあいホールが完成し、2020年5月の閉館まで、同様の番組はこちらで行われていた。